# Forte di Lahore
Il forte di Lahore, noto anche come cittadella di Shahi Qila, si trova nella città di Lahore, nel Punjab, in Pakistan. Sorge nella parte nord-occidentale della città, vicino alla città fortificata. Tra i siti più famosi del complesso si ricordano:  Shish Mahal, la porta Alamgiri, il padiglione Naulakha e Moti Masjid. Il forte è lungo 450 metri e largo 350. Nel 1981 il forte venne aggiunto ai patrimoni dell'umanità dell'UNESCO insieme ai Giardini Shalimar.

## Origini

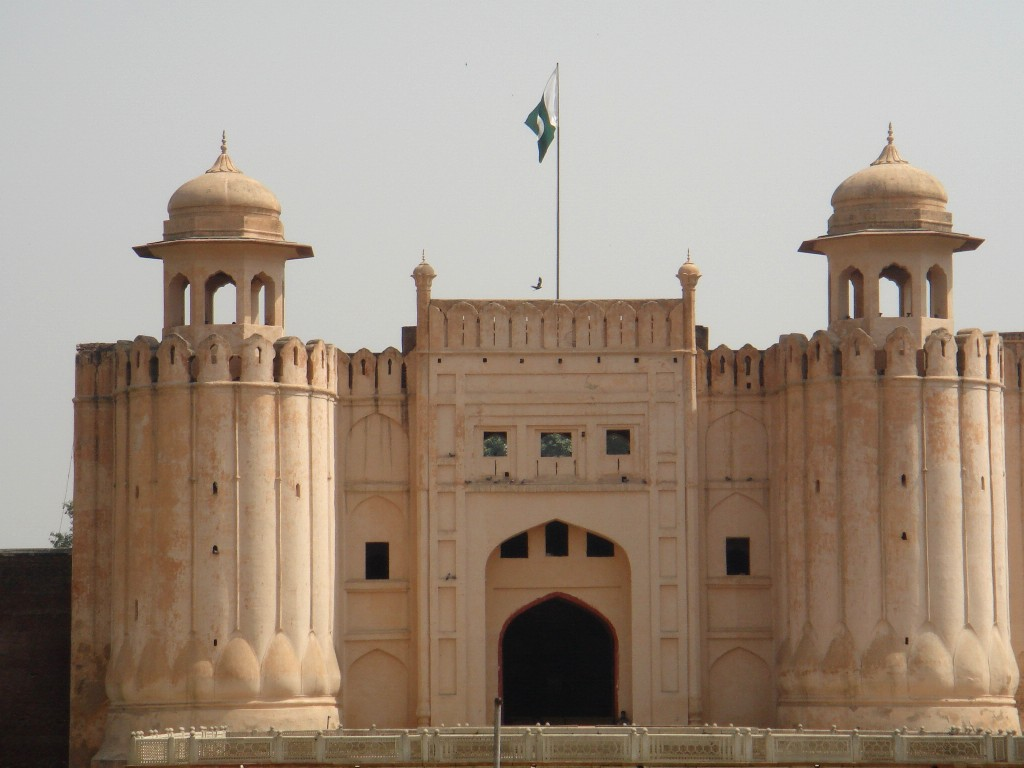
La porta Alamgiri

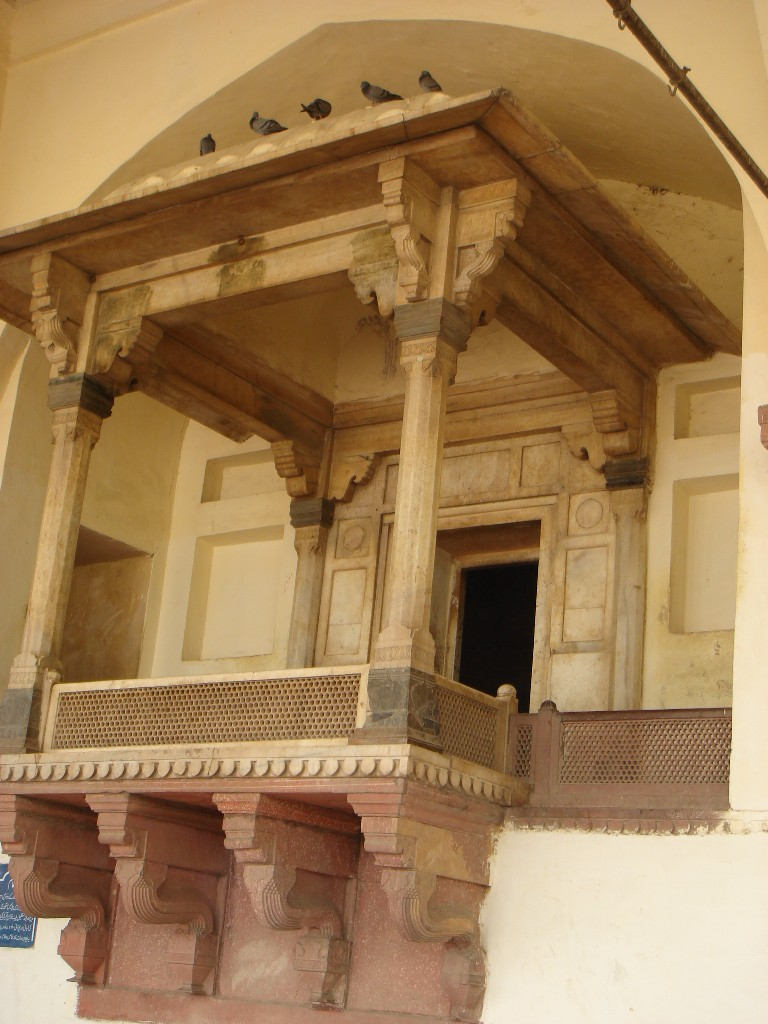
'Jharoka' - Balcone Reale

Le origini del forte Lahore sono sconosciute. Secondo la tradizione la fondazione di Lahore e del suo forte è basata su miti e viene attribuita a Lava, figlio di Rāma, eroe del Rāmāyaṇa dell'era epica (1200 a.C.-800 a.C.). Durante gli scavi del 1959 da parte del Dipartimento dell'Archeologia davanti a Diwan-e-Aam, venne trovata una moneta d'oro di Mahmud di Ghazna datata A.H. 416 (1025 d.C.) a una profondità di 8 metri. Gli scavi proseguirono per altri 5 metri portando a importanti scoperte sulle persone che abitarono qui molto prima della conquista di Lahore da parte di Mahmud nel 1021. Si hanno altre citazioni del forte grazie alle successive invasioni di Shahab-ud-din Muhammad Ghuri dal 1180 al 1186.

## Cronologia
- Non si può dire con certezza quando il forte sia stato costruito o da chi, e probabilmente non si potrà mai dirlo. In ogni caso i reperti archeologici lo daterebbero a prima del 1025.
- 1241 - Distrutto dai Mongoli
- 1267 - Ricostruito dal sultano Ghiyas ud din Balban
- 1398 - Distrutta di nuovo dall'armata di Tamerlano
- 1421 - Ricostruita in fango dal sultano Mubark Shah Syed
- 1432 - Il forte viene occupato da Shaikh Ali di Kabul che ripara i danni inflitti da Shaikha Khokhar
- 1566 - Ricostruito dal Gran Mogol Akbar in mattoni sulle vecchie fondazioni. Viene ampliato estendendolo verso il fiume Ravi che, fino al 1849 circa, attraverserà il lato nord delle mura. Akbar costruì anche il famoso Jharoka-e-Darshan (Balcone dell'appartamento reale), la Porta Masjidi, ecc.
- 1618 - Jehangir aggiunge il Doulat Khana-e-Jehangir
- 1631 - Shah Jahan costruisce il Shish Mahal (Palazzo degli specchi)
- 1633 - Shah Jahan costruisce il Khawabgah (camera da letto), Hamam (bagno) e Khilwat Khana
- 1645 - Shah Jahan costruisce il Diwan-e-Khas (Sala delle udienze speciali) e probabilmente anche il Moti Masjid (Moschea delle perle)
- 1674 - Aurangzeb aggiunge la Porta Alamgiri
- In qualche momento tra il 1799 e il 1839 - Vennero costruite le mura di fortificazione esterne sul lato settentrionale, il fossato e i monumenti in marmo di athdera, Havaeli Mai Jindan e Bara Dari Raja Dhiyan Singh. Furono creati da Ranjit Singh, regnante Sikh negli anni 1799-1839
- 1846 - Il forte viene occupato dai britannici
- 1927 - I britannici lasciano la gestione del forte al Dipartimento dell'Archeologia dopo aver demolito una parte delle mura

## Strutture principali

### Padiglione Naulakha

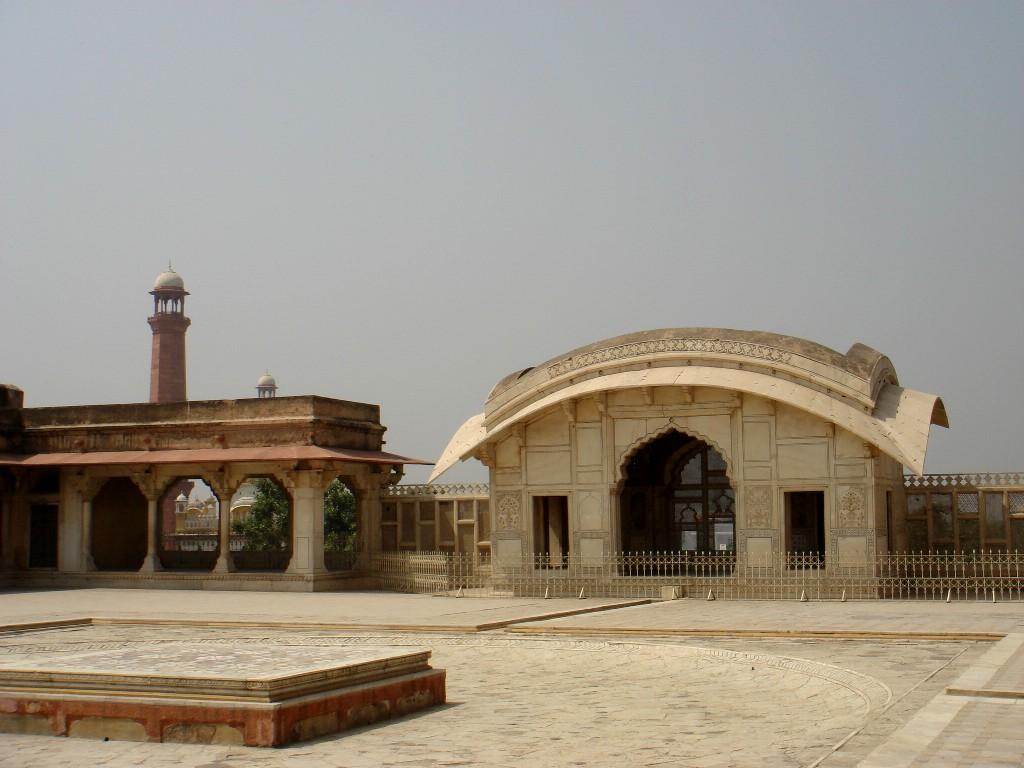
Il Padiglione Naulakha in marmo.

Il Padiglione Naulakha è un luogo iconico del Forte di Lahore, costruito nel 1633 durante il periodo Shah Jahan, realizzato in marmo bianco prominente e noto per il suo caratteristico tetto curvilineo. Costava circa 900.000 rupie, una cifra esorbitante all'epoca. La struttura deriva il suo nome dalla parola urdu Naulakha.

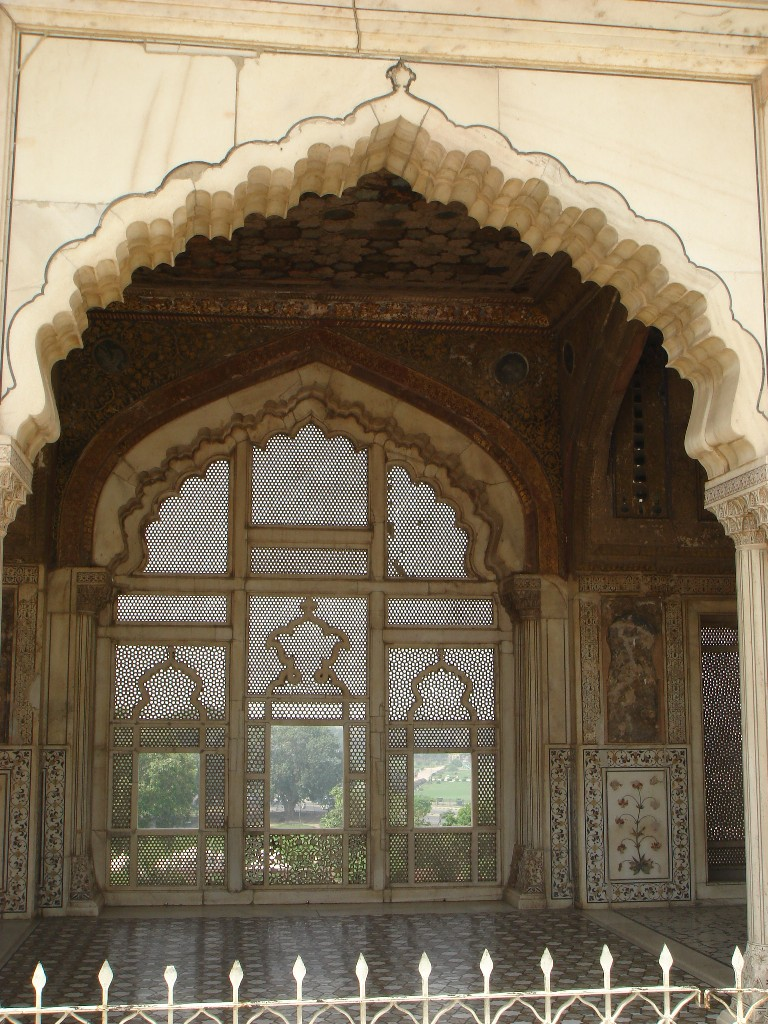
Dettaglio del Padiglione Naulakha.

Il Padiglione Naulakha fungeva da camera personale ed era situato a ovest dello Sheesh Mahal, nella parte settentrionale del forte. Il padiglione servì da ispirazione a Rudyard Kipling, che chiamò la sua casa nel Vermont Naulakha in onore del padiglione.
La struttura era originariamente intarsiata con pietre preziose e semipreziose. Riflette una miscela di tradizioni contemporanee all'epoca della sua costruzione, con un tetto spiovente basato su uno stile bengalese e un baldacchino proveniente dall'Europa, che rende evidente la funzione imperiale e religiosa del padiglione. Le tonalità marmoree del padiglione sono ricoperte da merli per nascondere la vista dal parco.

### Muro dei quadri

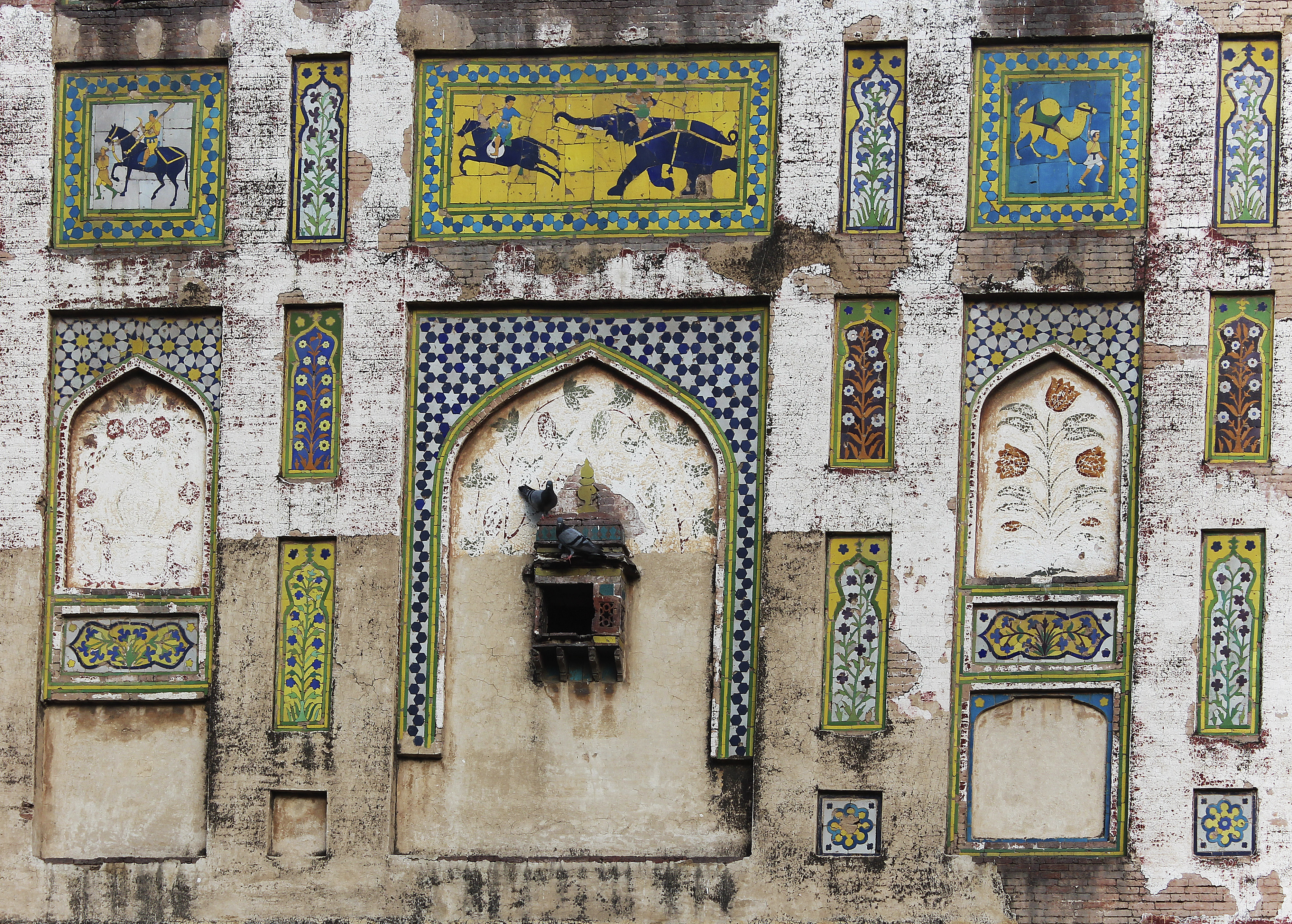
La parete dei quadri presenta mosaici raffiguranti una miriade di scene.

L'imperatore Jahangir ordinò la costruzione dell'imponente "Muro dei quadri", che è considerato il più grande trionfo artistico del Forte di Lahore. A differenza del Forte Rosso e del Forte di Agra, i bastioni del Forte di Lahore erano fatti di mattoni piuttosto che di pietra rossa. Il monumentale Picture Wall è un'ampia sezione del muro esterno che è squisitamente decorato con una vivace serie di piastrelle smaltate, mosaici in maiolica e affreschi.
Il muro abbellito si estende su gran parte delle mura settentrionali e occidentali del forte e misura circa 440 metri per 15 metri. Il muro contiene 116 pannelli, che raffigurano una miriade di soggetti, tra cui combattimenti di elefanti, angeli e partite di polo che non formano una narrazione coesa; ognuno può essere visto isolatamente. Sebbene iniziato sotto Jahangir, il Muro dei Quadri fu decorato per tutti gli anni 1620 e potrebbe essere stato completato sotto il regno di suo figlio, Shah Jahan.
Il Picture Wall è stato gravemente trascurato e ha sofferto rovine e danni. I lavori di conservazione del sito sono iniziati nel 2015 dall'Aga Khan Trust for Culture e dalla Walled City of Lahore Authority, che insieme hanno anche restaurato altri punti di riferimento di Lahore come la moschea di Wazir Khan e Shahi Hammam. La documentazione dettagliata del muro utilizzando lo scanner 3D è stata completata nel luglio 2016, dopodiché sarebbero iniziati i lavori di conservazione.

### Sheesh Mahal

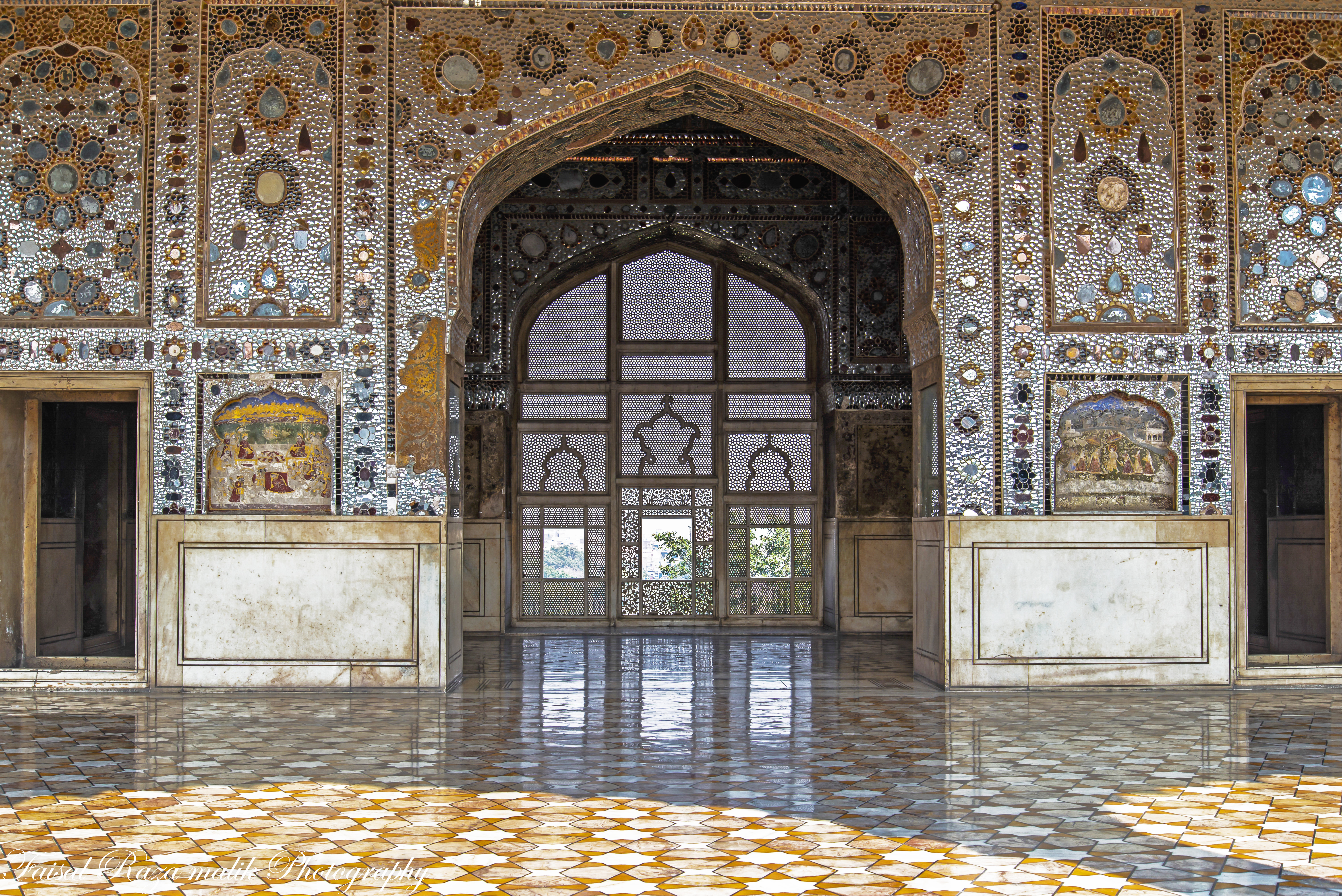
Lo Sheesh Mahal è decorato in modo elaborato con una miriade di piastrelle di vetro riflettente.

Lo Sheesh Mahal ("Il Palazzo degli Specchi"; Urdu: شیش محل) si trova all'interno del blocco Shah Burj di Jahangir, nell'angolo nord-occidentale del Forte di Lahore. Fu costruito sotto il regno dell'imperatore Mughal Shah Jahan nel 1631-32 da Mirza Ghiyas Begh, il nonno di Mumtaz Mahal e padre di Nur Jahan. Le pareti del padiglione in marmo bianco è decorato con affreschi intarsiati con pietra dura e complessi specchi noti come Āina-kāri. È tra i monumenti più noti del Forte di Lahore e costituisce il gioiello della corona del forte. Il caratteristico stile Shah Jahani si riflette nell'ampio uso di marmo bianco e negli accenti gerarchici della costruzione.
Sheesh Mahal era riservato all'uso personale della famiglia imperiale e dei suoi stretti collaboratori. Durante l'impero sikh, Shah Burj divenne il luogo preferito di Ranjit Singh, che costruì un harem in cima allo Sheesh Mahal. Questo era anche il luogo in cui avrebbe esposto il suo bene prezioso, il Koh-i-Noor. 

### Palazzo d'Estate

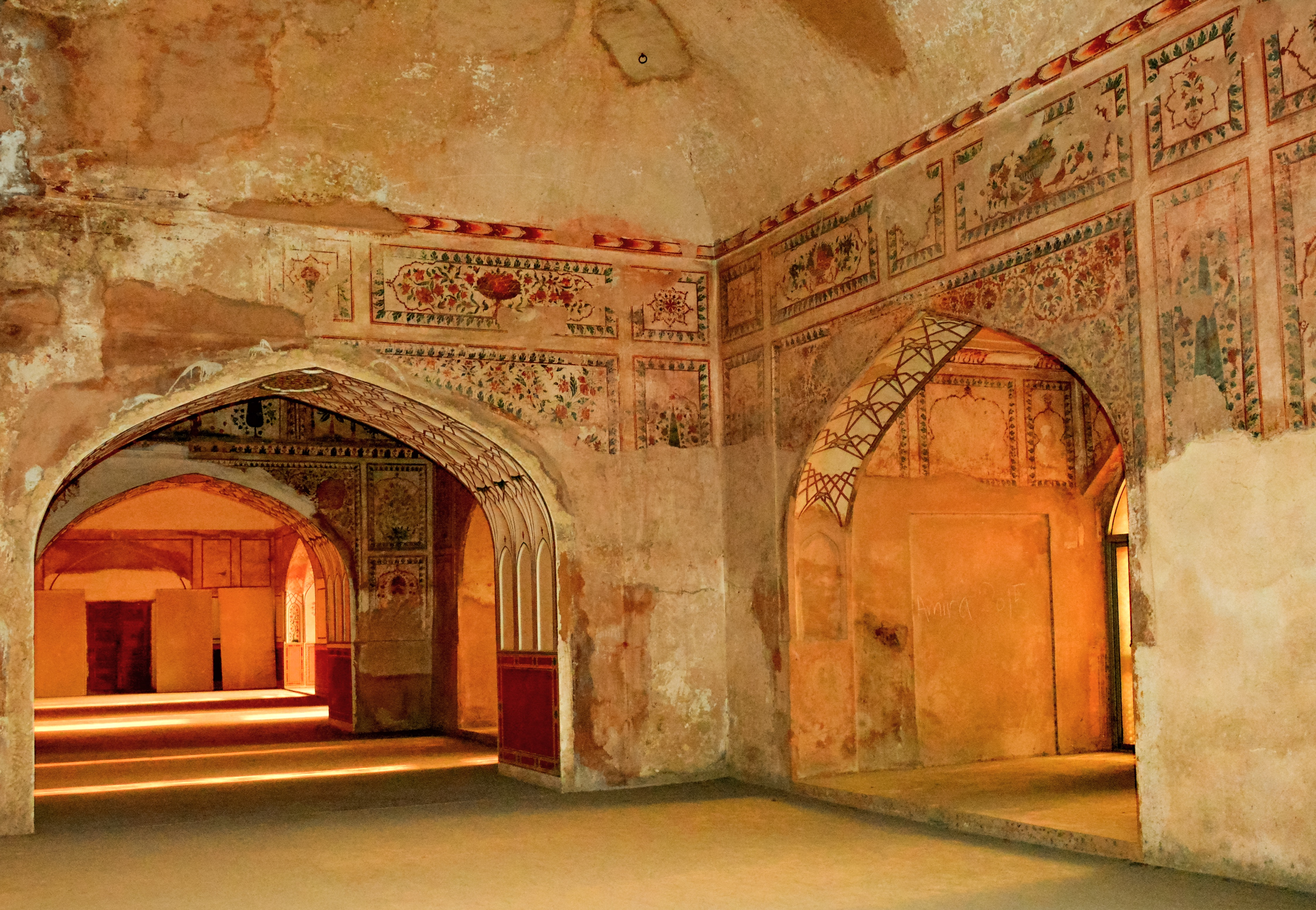
Il Palazzo d'Estate è un labirinto di camere che veniva utilizzato come residenza durante i caldi mesi estivi.

Situato direttamente sotto il quadrilatero di Sheesh Mahal e Shah Burj si trova il Palazzo d'Estate, noto anche come Pari Mahal, o "Palazzo delle Fate". Il palazzo è un labirinto di camere che risalgono al periodo di Shah Jahan. Venivano utilizzate come residenza durante i mesi caldi, in quanto venivano raffreddate da efficaci sistemi di ventilazione che incanalavano le fresche brezze all'interno del palazzo. Anche il sistema di pavimentazione del palazzo ha contribuito a raffreddare l'area: i suoi pavimenti erano costituiti da due strati separati da uno strato d'acqua pompata dal fiume Ravi. L'acqua fresca profumata di rose scorreva attraverso un elaborato sistema di 42 cascate in tutto il palazzo.
Il palazzo era storicamente accessibile solo dal sovrastante Sheesh Mahal, anche se un nuovo ingresso fu costruito dagli inglesi vicino a Hathi Pul, o "Scale dell'Elefante". Le pareti erano decorate con intricati affreschi e intarsi marmorei che sono stati gravemente deteriorati da strati di imbiancatura successiva e secoli di umidità.  Esistono anche tunnel di passaggio che conducono dal palazzo all'esterno del forte dove un tempo scorreva il fiume Ravi, suggerendo che potrebbe essere stato parte di un tunnel di fuga progettato per consentire agli occupanti di fuggire in caso di attacco.
Il Palazzo d'Estate rimase in uso durante il periodo Sikh sotto il regno di Ranjit Singh. Dopo la sconfitta dell'impero Sikh nella seconda guerra anglo-sikh, passò nelle mani della Compagnia delle Indie Orientali e nel 1858 nelle mani del Raj britannico e dei suoi agenti ed esecutori nominati.
A partire dalla seconda guerra mondiale, il Palazzo d'Estate fu utilizzato come magazzino per il Dipartimento della Difesa Civile britannico, e rimase in uso del Pakistan fino al 1973. L'integrità strutturale dell'edificio è stata compromessa dal suo utilizzo come magazzino. A partire dal 2014, l'Autorità della Città Murata di Lahore ha assunto il controllo dello spazio al fine di intraprendere lavori di restauro con l'Aga Khan Trust for Culture. Dopo il suo restauro, lo spazio ospiterà il museo del Forte di Lahore.

### Athdara
Āth darā, un padiglione sopraelevato con otto aperture, fu costruito dal Maharaja Ranjit Singh per essere utilizzato come sua corte. Si trova vicino alla porta del quadrilatero di Shah Burj e condivide con esso un muro. La struttura è realizzata in marmo e arenaria rossa. Il soffitto è decorato con specchi colorati e sulle pareti interne sono presenti affreschi in stile Kangra raffiguranti Krishna.

### Khilwat Khana
Khilwat Khana fu costruito da Shah Jahan nel 1633 ad est del Padiglione Shah Burj e ad ovest del Quadrilatero Shah Jahan. Era la residenza delle dame reali di corte. Lo zoccolo e i telai delle porte sono realizzati in marmo con tetto curvilineo.

### Kala Burj

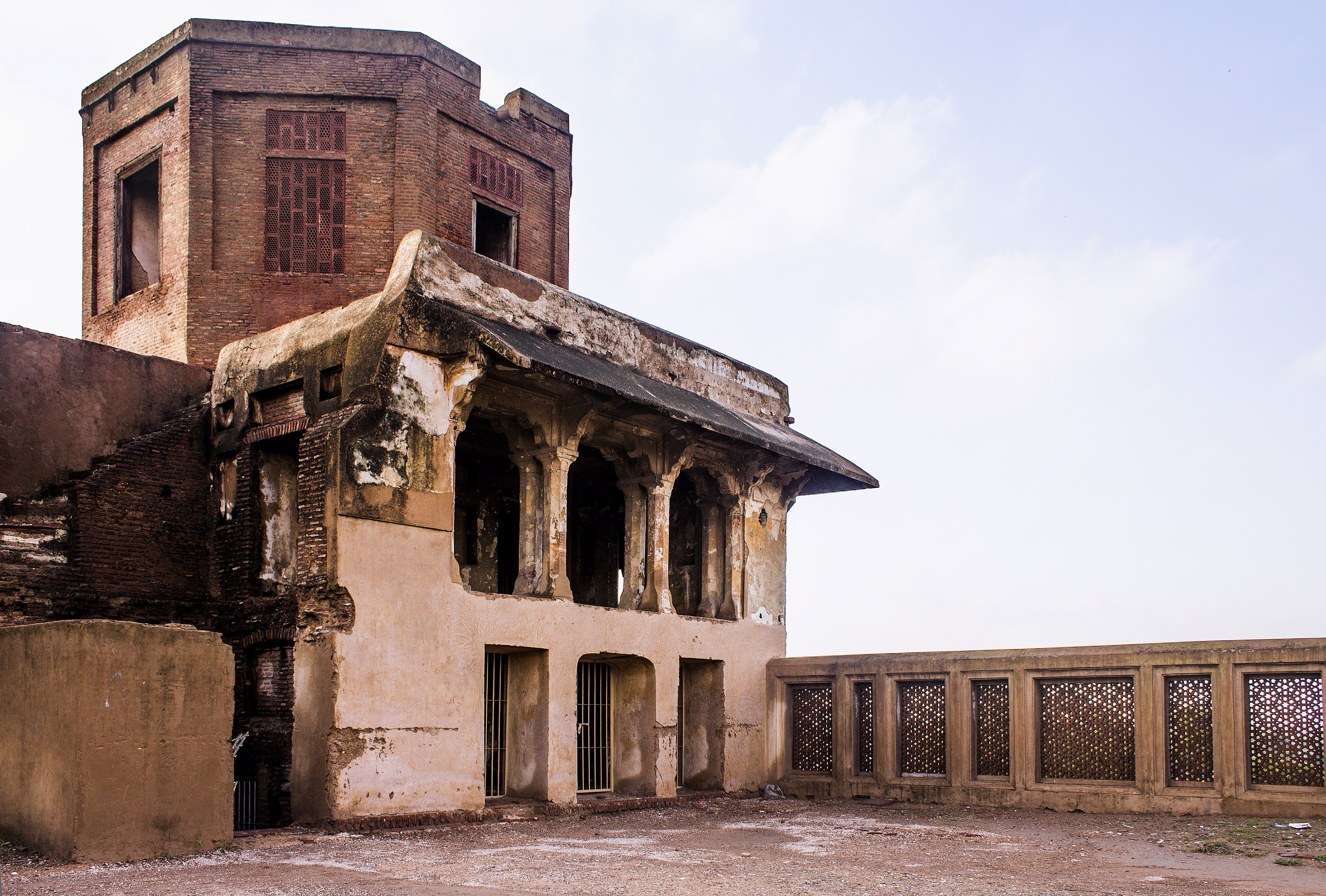
Il Kala Burj.

Nell'angolo nord-ovest del Khilawat Khana si trova il Kala Burj ("Padiglione Nero"). Il padiglione è la più significativa delle aggiunte dell'era Jahangir al Forte di Lahore.  I soffitti a volta del padiglione presentano dipinti in uno stile di angeli di influenza europea che simboleggiano il virtuosismo di re Salomone,  che è considerato il sovrano ideale nel Corano, e un sovrano con cui Jahangir si identificava.  Gli angeli che dirigono i djinn sono anche dipinti su piastrelle nel soffitto, che fanno riferimentosempre a Re Salomone.  Kala Burj è stato utilizzato come padiglione estivo.

### Lal Burj
Nell'angolo nord-est del Khilawat Khana si trova il Lal Burj ("Padiglione Rosso"). Come il vicino Kala Burj, il Lal Burj fu costruito durante il regno di Jahangir, anche se terminato durante il regno di Shah Jahan. Di forma ottagonale, il Lal Burj era utilizzato come padiglione estivo. È dotato di finestre primarie che si aprivano a nord per catturare la brezza fresca. Gli affreschi interni risalgono per lo più all'epoca Sikh, insieme a tutto il livello superiore che è stato aggiunto anche durante l'era Sikh.

### Il Quadrilatero di Shah Jahan
L'insieme di edifici che circondano il quadrilatero situato tra il quadrilatero di Jahangir e il Khilawat Khana è indicato come il quadrilatero di Shah Jahan.

#### Diwan-i-Khas

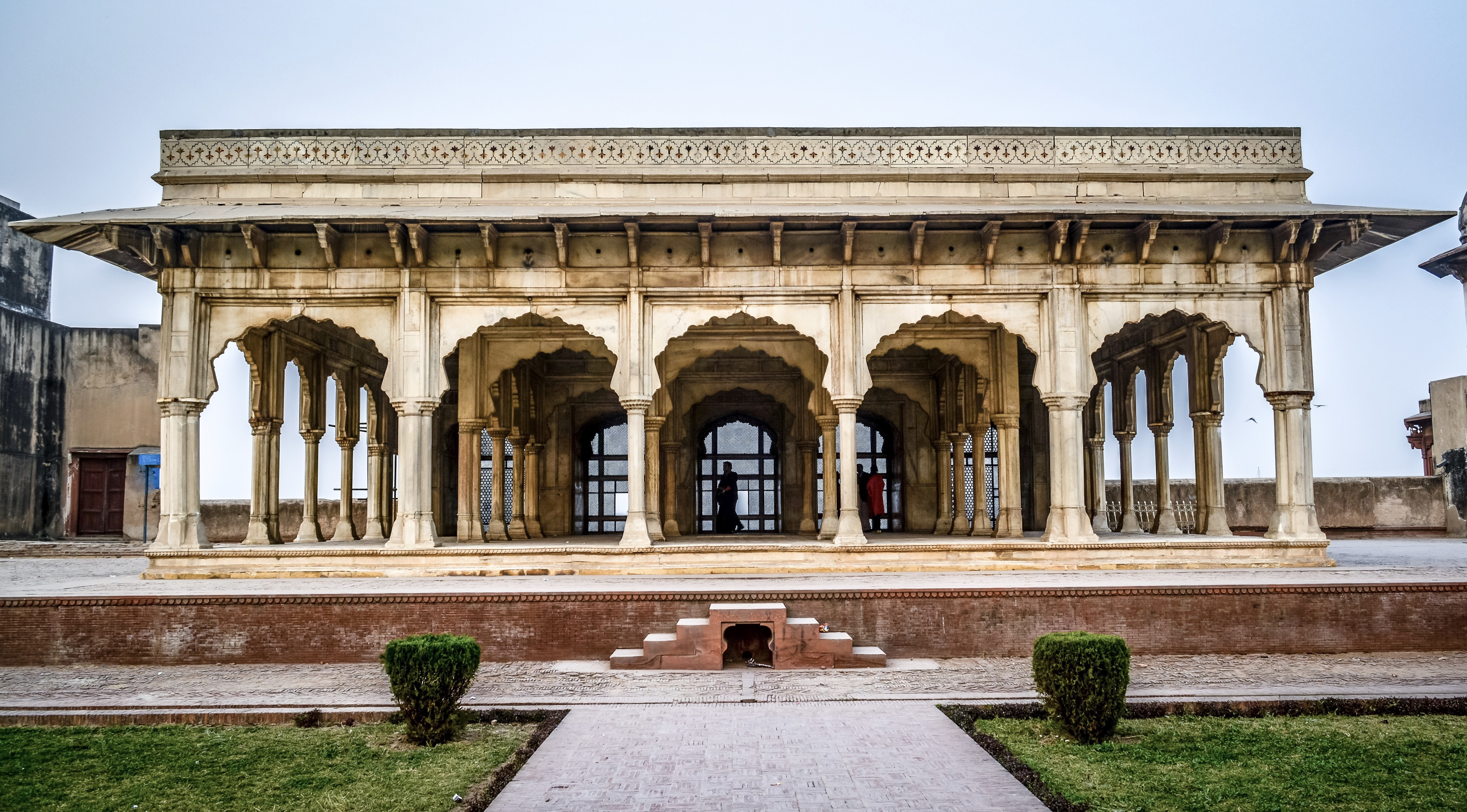
Il Diwan-i-Khas è il luogo in cui l'imperatore si occupava degli affari di stato.

A differenza del Diwan-i-Aam, il Diwan-i-Khas fungeva da sala dove l'imperatore si occupava delle questioni di stato e dove venivano ricevuti i cortigiani e gli ospiti di stato. La sala era sede di un elaborato sfarzo, con processioni della durata massima di un'ora che si svolgevano prima di ogni sessione del pubblico.

#### Il Khwabgah di Shah Jahan
Khwabgah era la camera da letto di Shah Jahan. Fu costruito da Shah Jahan sotto la supervisione di Wazir Khan nel 1634 durante la sua prima visita alla città. Cinque camere da letto sono allineate in un'unica fila. Le camere sono caratterizzate da schermi in marmo scolpito e sono decorate con intarsio in marmo bianco e affreschi, è il primo edificio costruito da Shah Jahan nel forte. Attualmente le sue decorazioni sono scomparse, ad eccezione di una traccia del marmo che un tempo avrebbe potuto abbellire la facciata.

### Il Quadrilatero di Jahangir
Il Quadrilatero di Jahangir occupa l'angolo nord-orientale del forte. Anche se prende il nome da Jahangir, la costruzione del sito iniziò durante il regno di Akbar, ma fu completata nel 1620 sotto Jahangir. Lo stile sincretico di Akbar è notato nel quadrilatero, in quanto impiega mensole di colonne scolpite a forma di animali. La pianta del quadrilatero differisce da quella di altri quadrilateri moghul che si basano sulla pianta di un giardino paradisiaco persiano ed è invece formata da rettangoli concentrici con una fontana al centro.

#### Diwan-i-Aam

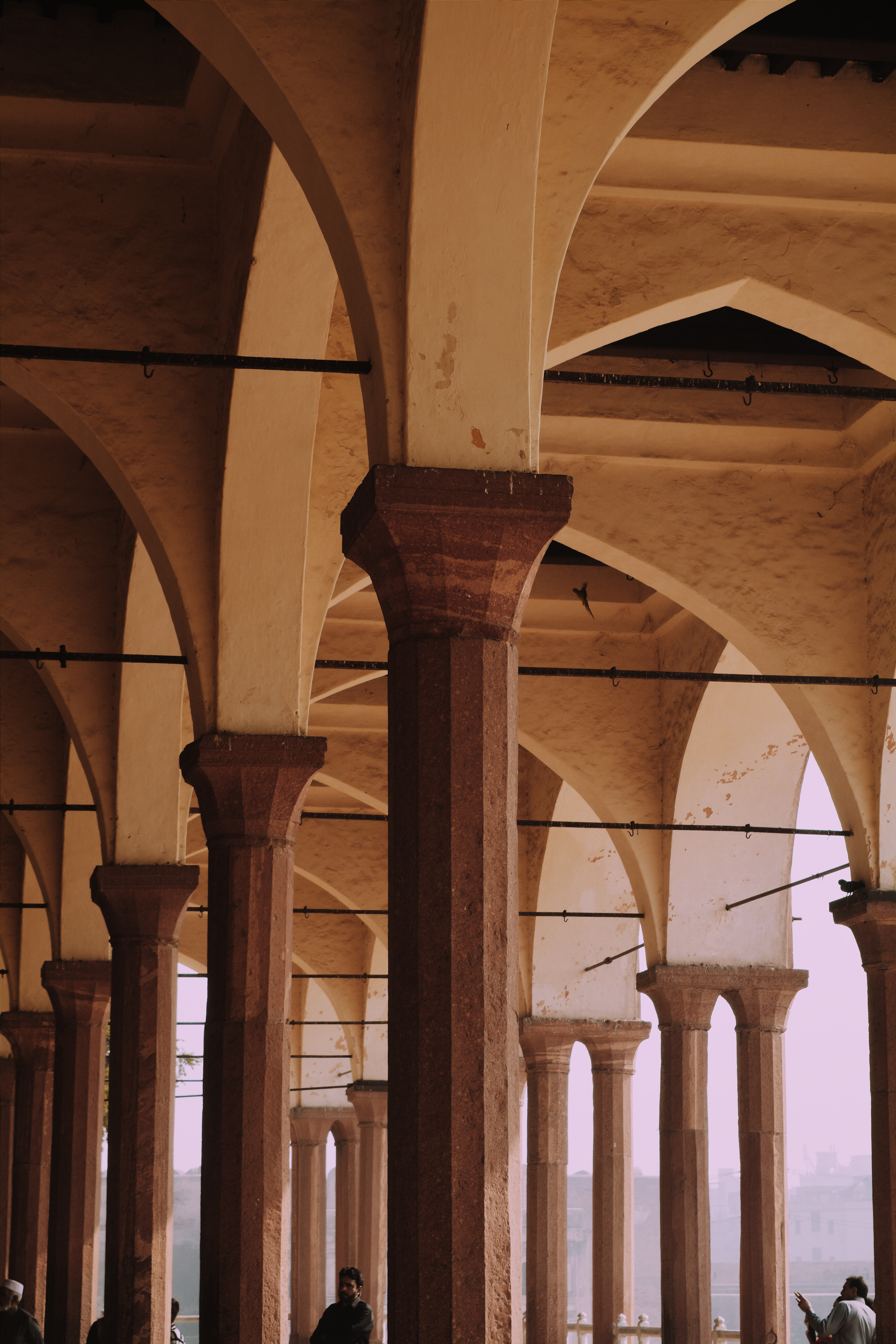
L'attuale Diwan-i-Aam è una ricostruzione iniziata durante l'era britannica.

Il Diwan-i-Aam fu costruito da Shah Jahan nel 1628 in una parte prominente del forte immediatamente a sud del Quadrilatero di Jahangir. Fu costruito in stile Chehel Sotoun - una sala delle udienze pubbliche in stile persiano con 40 pilastri, in uno stile simile al Diwan-i-Aam del Forte di Agra. Il Diwan-i-Aam era usato come sala per gli imperatori per tenere un'udienza con la gente comune.
Il Diwan-i-Aam di Shah Jahan fu distrutto nel 1841 quando il figlio del Maharaja Ranjit Singh, Sher Singh, bombardò il forte nella sua lotta contro Maharani Chand Kaur, la moglie del Maharaja Kharak Singh. L'attuale struttura fu costruita dagli inglesi nel 1849 dopo la loro vittoria contro i Sikh.

#### Kharak Singh Haveli
Kharak Singh Haveli era l'haveli di Kharak Singh, l'erede di Ranjit Singh. Si trova a sud-est del Quadrilatero di Jahangir. In seguito fu occupato dagli inglesi; il primo e il piano terra furono utilizzati rispettivamente come alloggio del comandante e casa della servitù. Attualmente ospita l'ufficio di rilevamento archeologico.

#### Il Khwabgah di Jahangir
Il Quadrilatero di Jahangir è delimitato sul suo bordo settentrionale dalle camere da letto di Jahangir, il Bari Khwabgah, che è stato in gran parte ricostruito durante l'era britannica.

#### Padiglione Sehdari

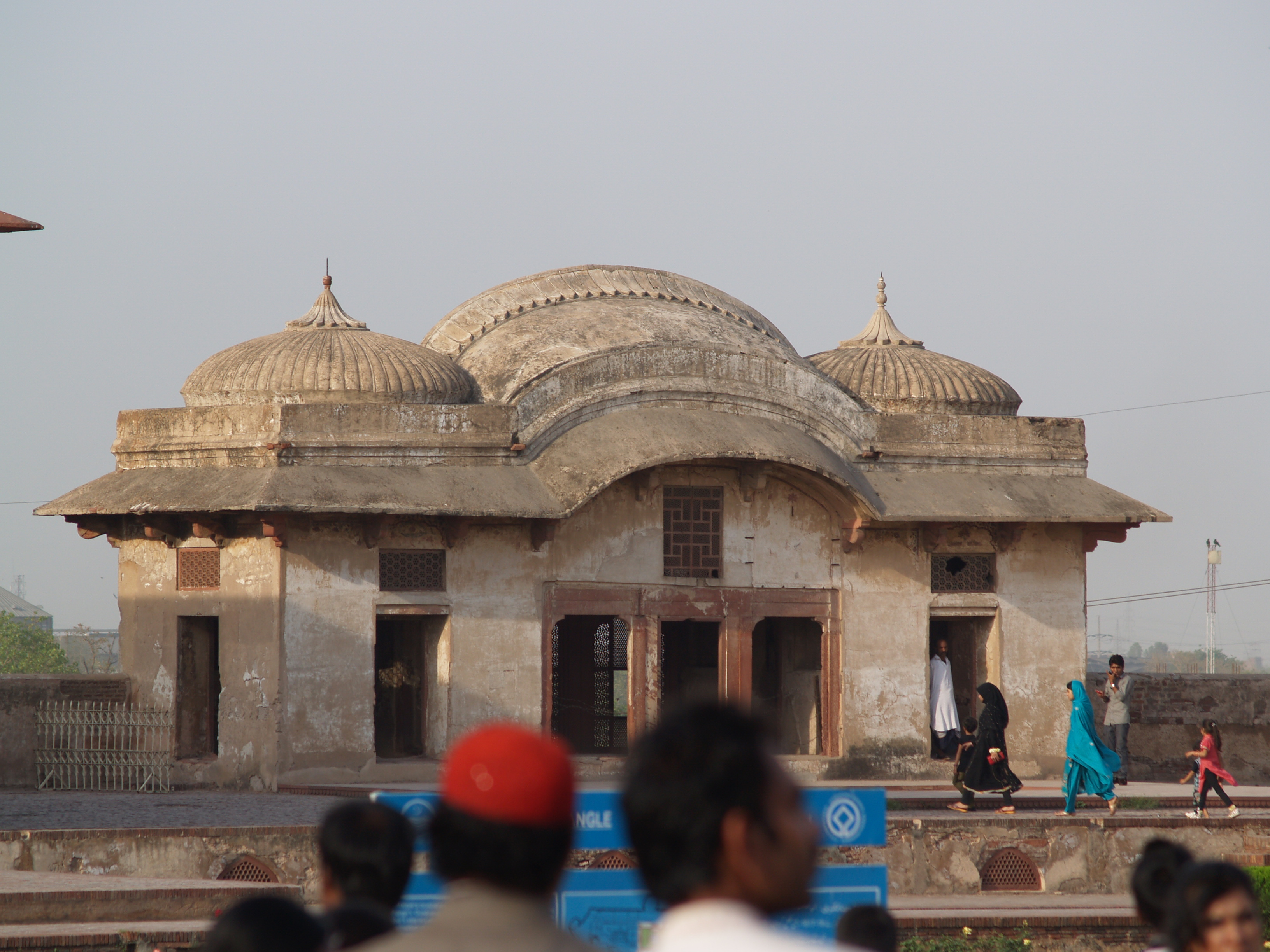
Il Sehdari dell'era Sikh, o "Padiglione a tre porte", fungeva da ufficio per Faqir Syed Noor-ud-din, un fidato governatore di Ranjit Singh.

Il padiglione Sehdari di epoca Sikh, o padiglione "a tre porte", si trova a est del Bari Khwabgah. Un secondo padiglione Sehdari si trovava a ovest del Khwabgah di Bari, ma fu successivamente distrutto durante il periodo britannico. Il padiglione sopravvissuto fu utilizzato come ufficio per Faqir Syed Noor-ud-din, un governatore di Ranjit Singh. Lo stile architettonico del padiglione Sehdari è tipico del periodo Sikh. Gli affreschi che decorano il padiglione ritraggono disegni floreali, uccelli e temi religiosi indù.

### Maktab Khana
Il Maktab Khana ("Alloggio del Cancelliere") originariamente noto come Dawlat Khana-e-Jahangir, fu costruito nel 1617 sotto la supervisione di Mamur Khan durante il regno di Jahangir come una serie di chiostri vicino alla Moti Masjid. Progettato da Khawaja Jahan Muhammad Dost, fu utilizzato come passaggio per la Sala delle Udienze dagli edifici del palazzo a nord. Gli impiegati del Maktab Khana registravano anche l'ingresso degli ospiti nel forte. Presenta iwan in stile persiano-timuride su ciascuno dei suoi quattro lati. Ogni iwan è fiancheggiato da archi.

## Galleria d'immagini

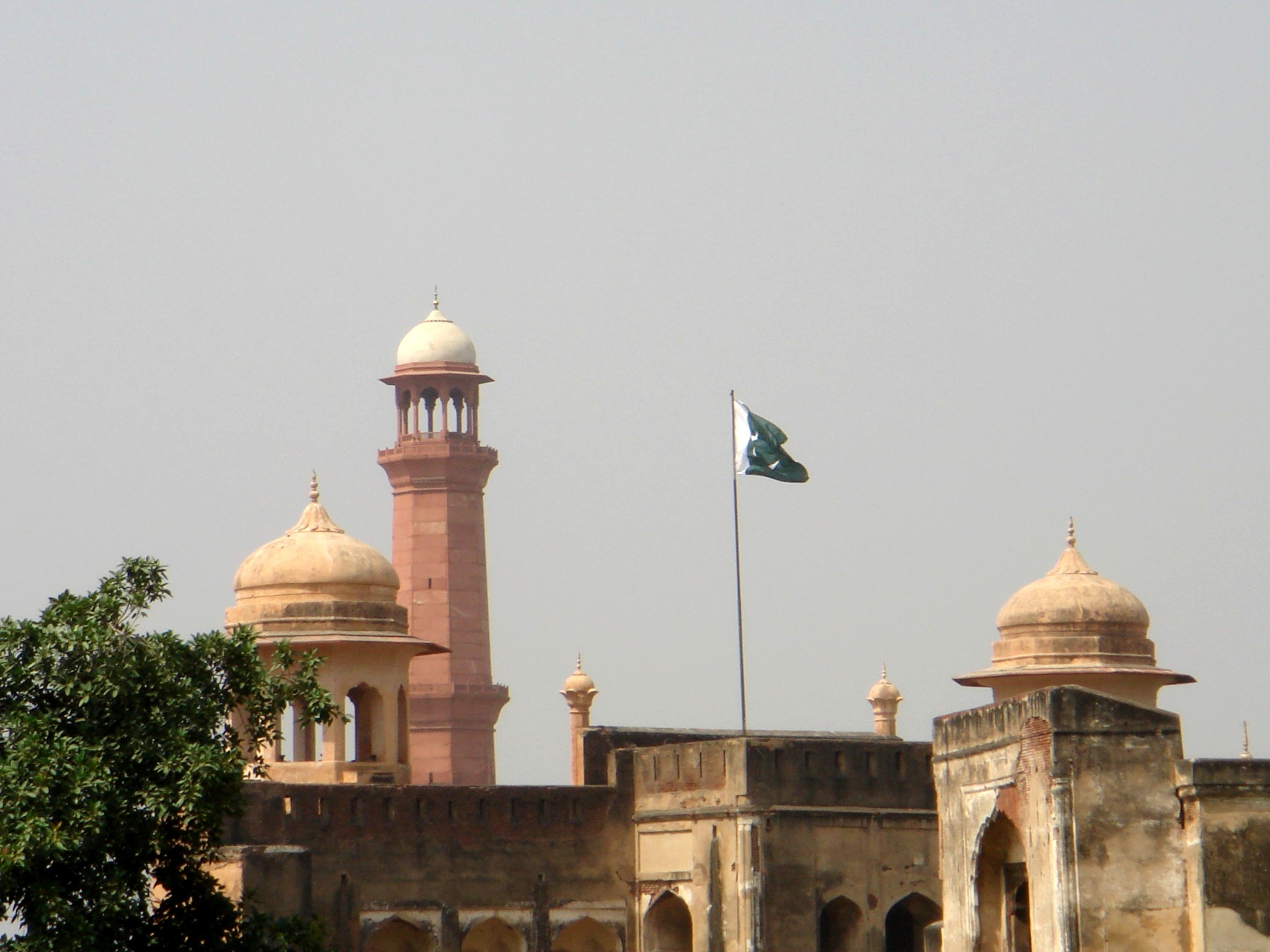
Bastioni della porta
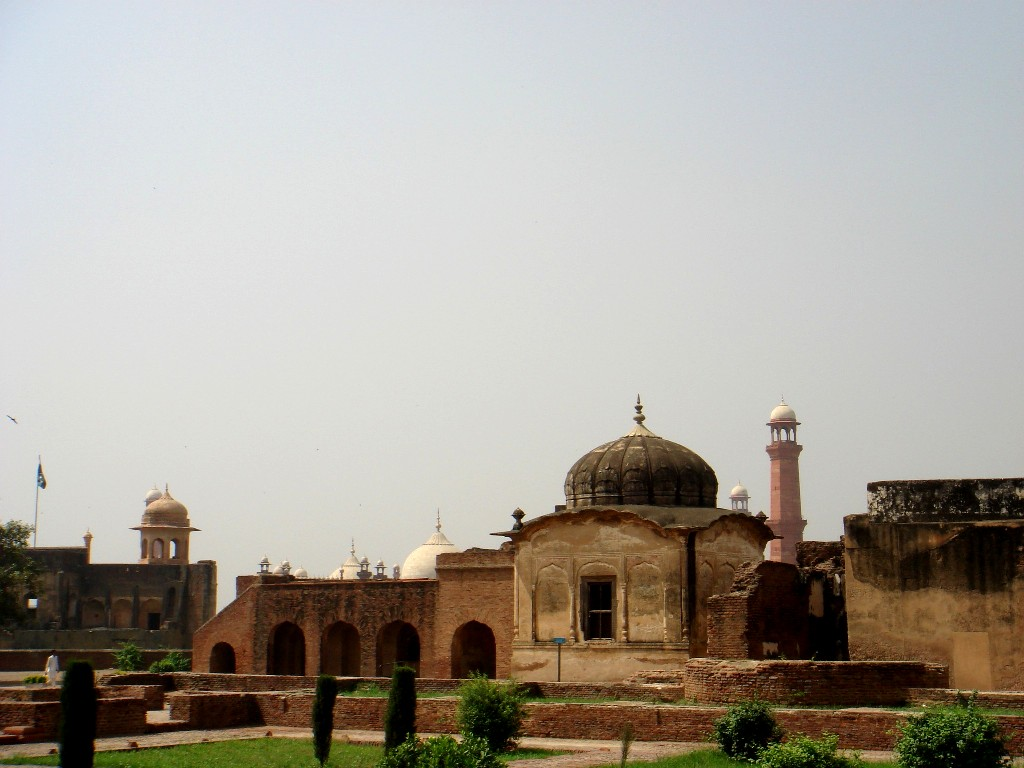
Vecchia 'Khangah' all'interno del forte
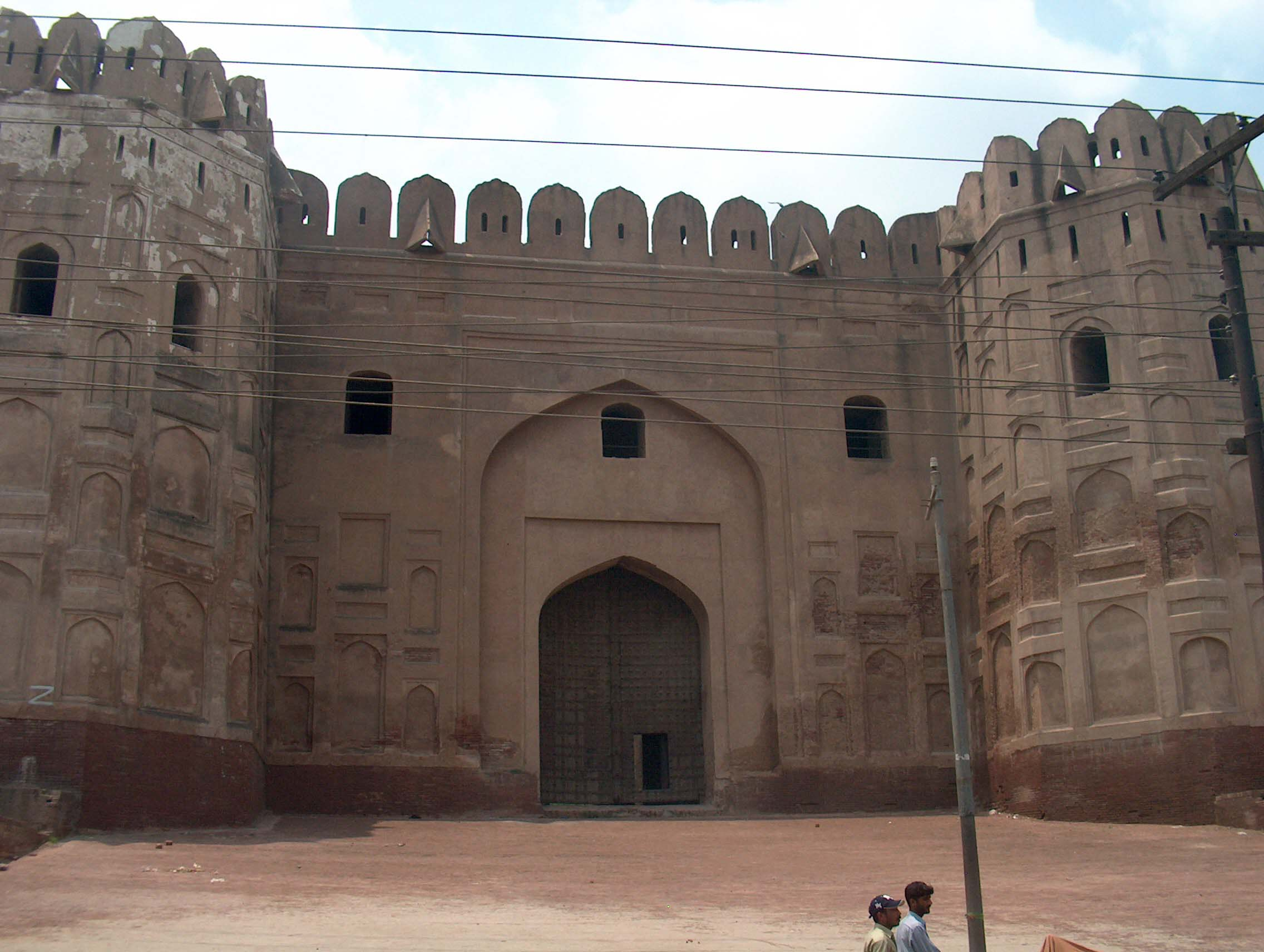
Porta Roshnai - Entrata laterale
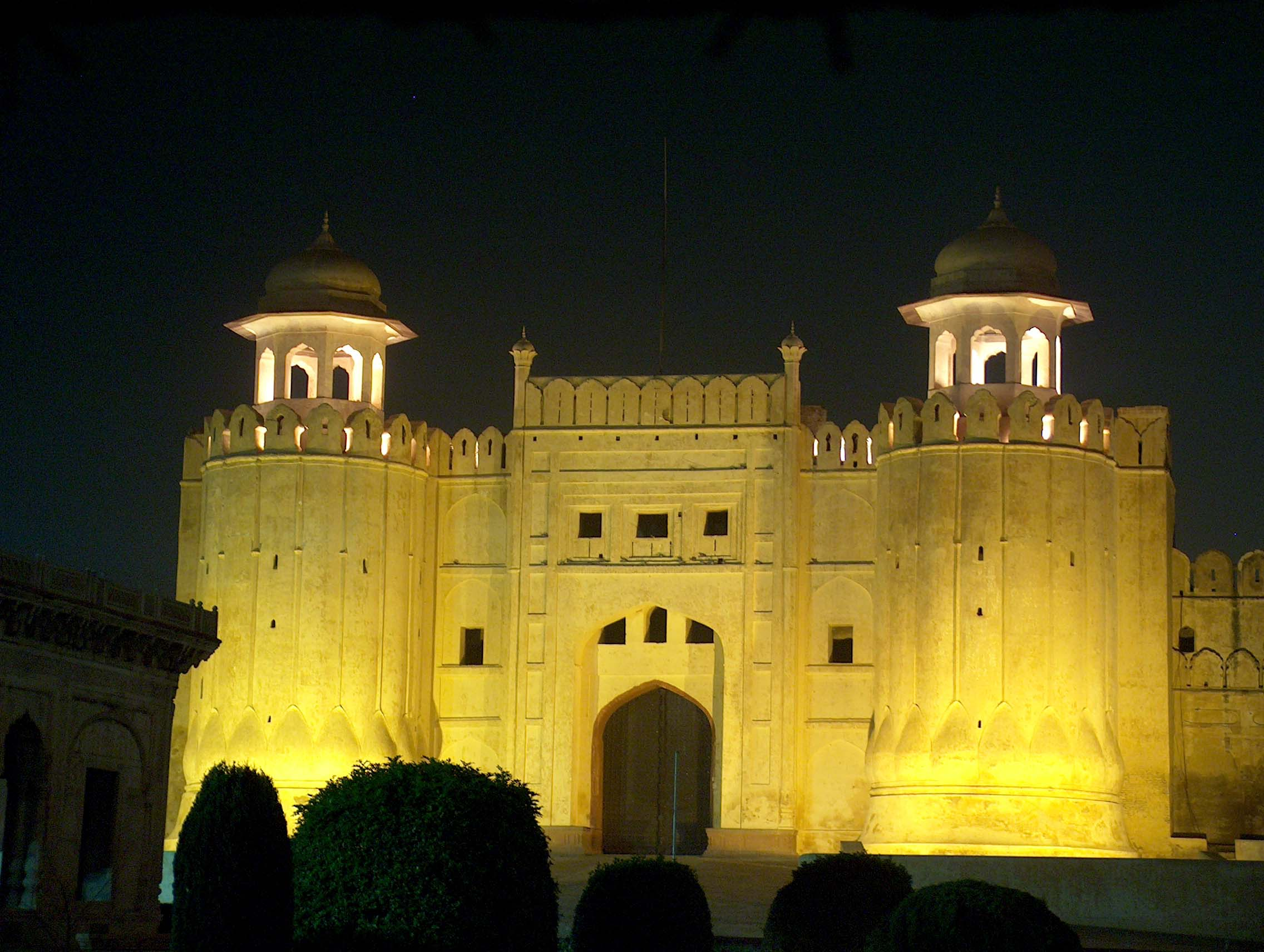
Porta Alamgiri - Entrata principale di notte
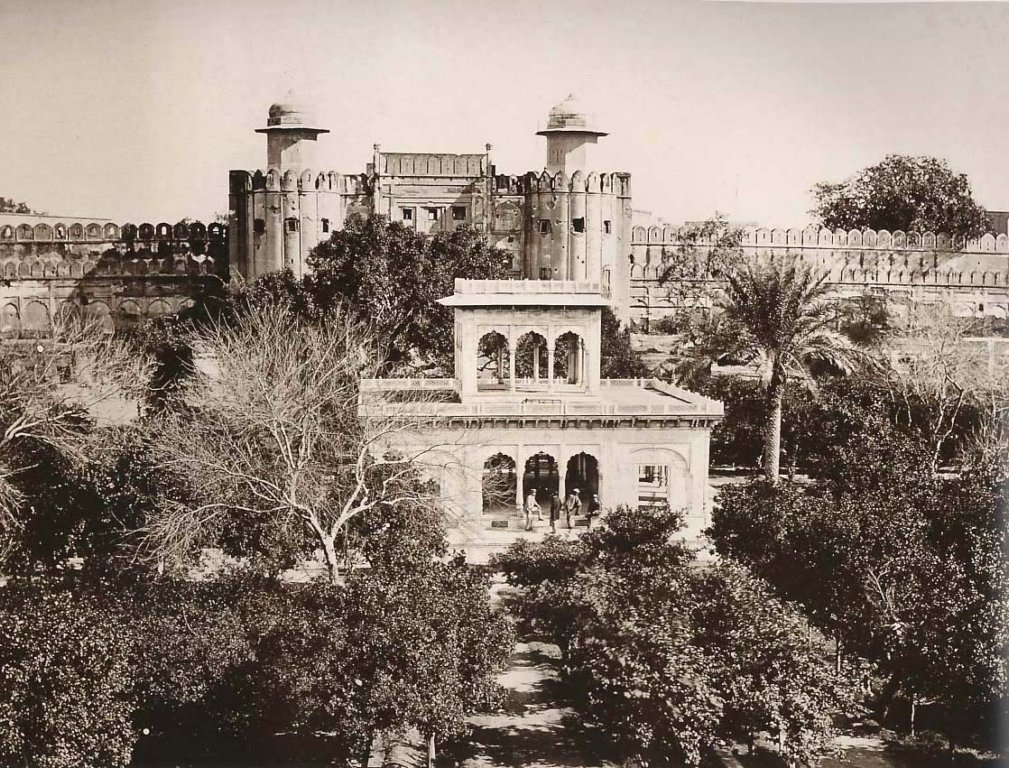
Porta Alamgiri, 1870
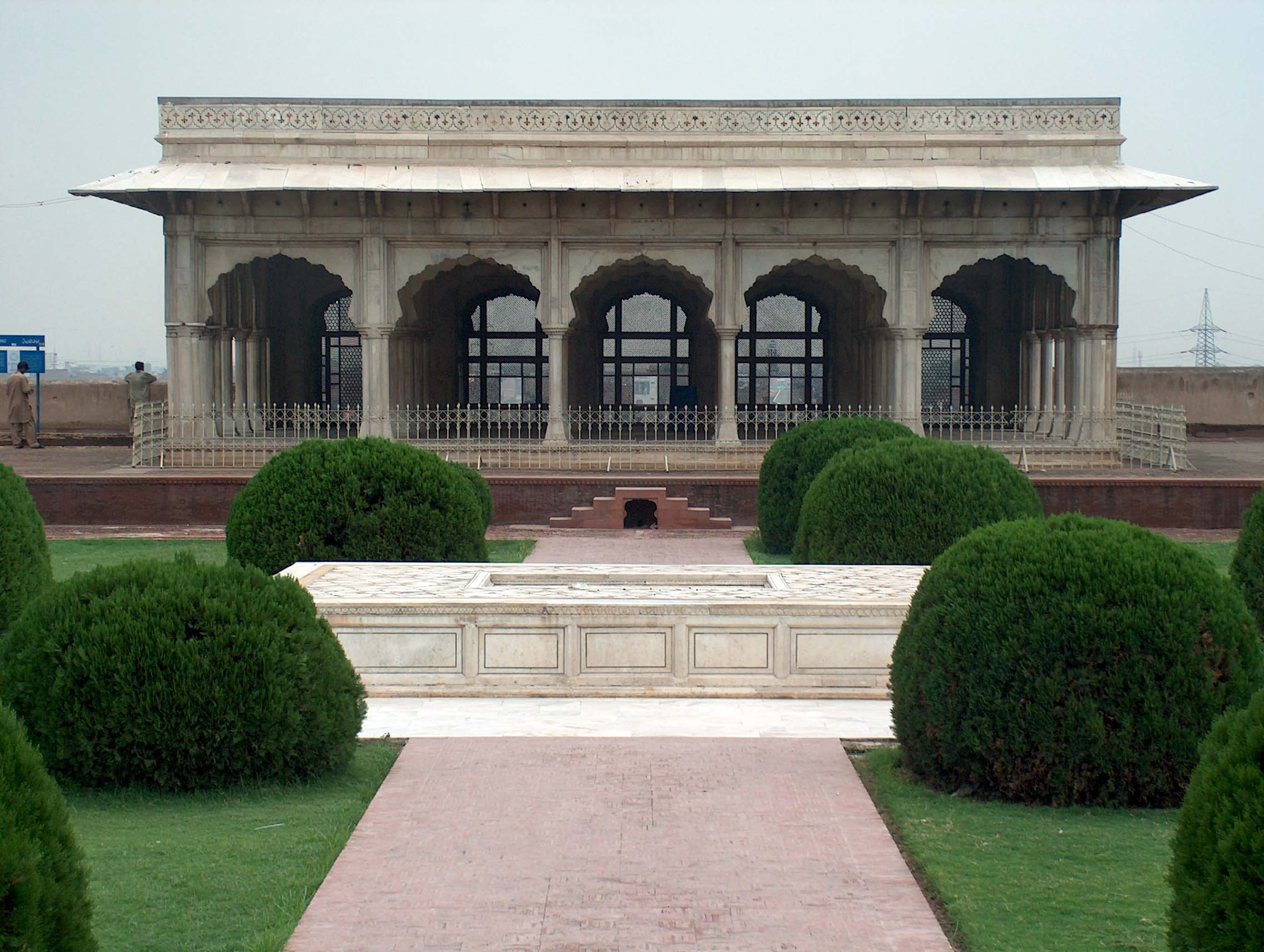
Diwan-e-Khas: Sala delle Udienze Speciali
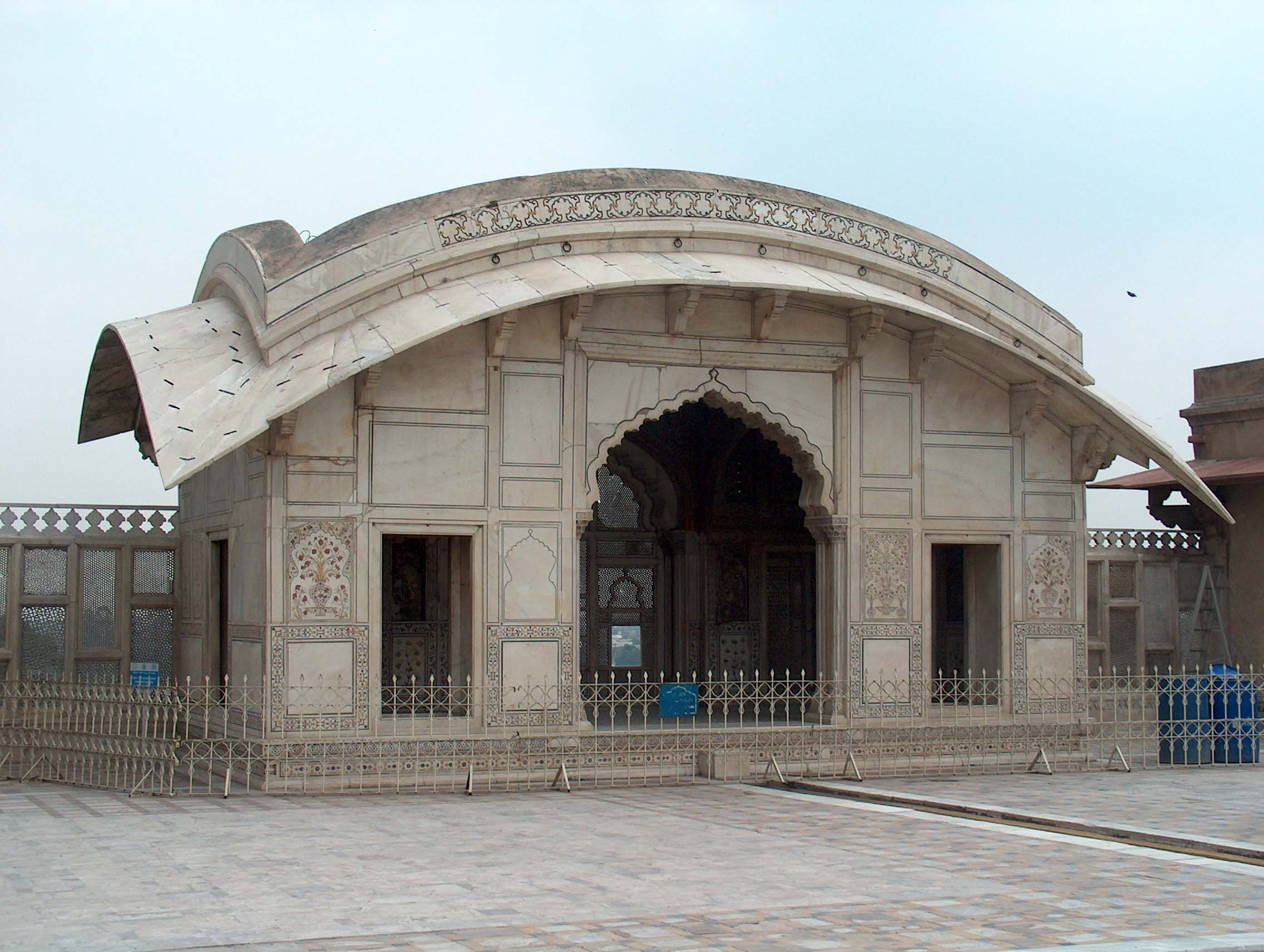
Vista laterale del Padiglione Naulakha